# Obere Gasse 15 (Oberderdingen)

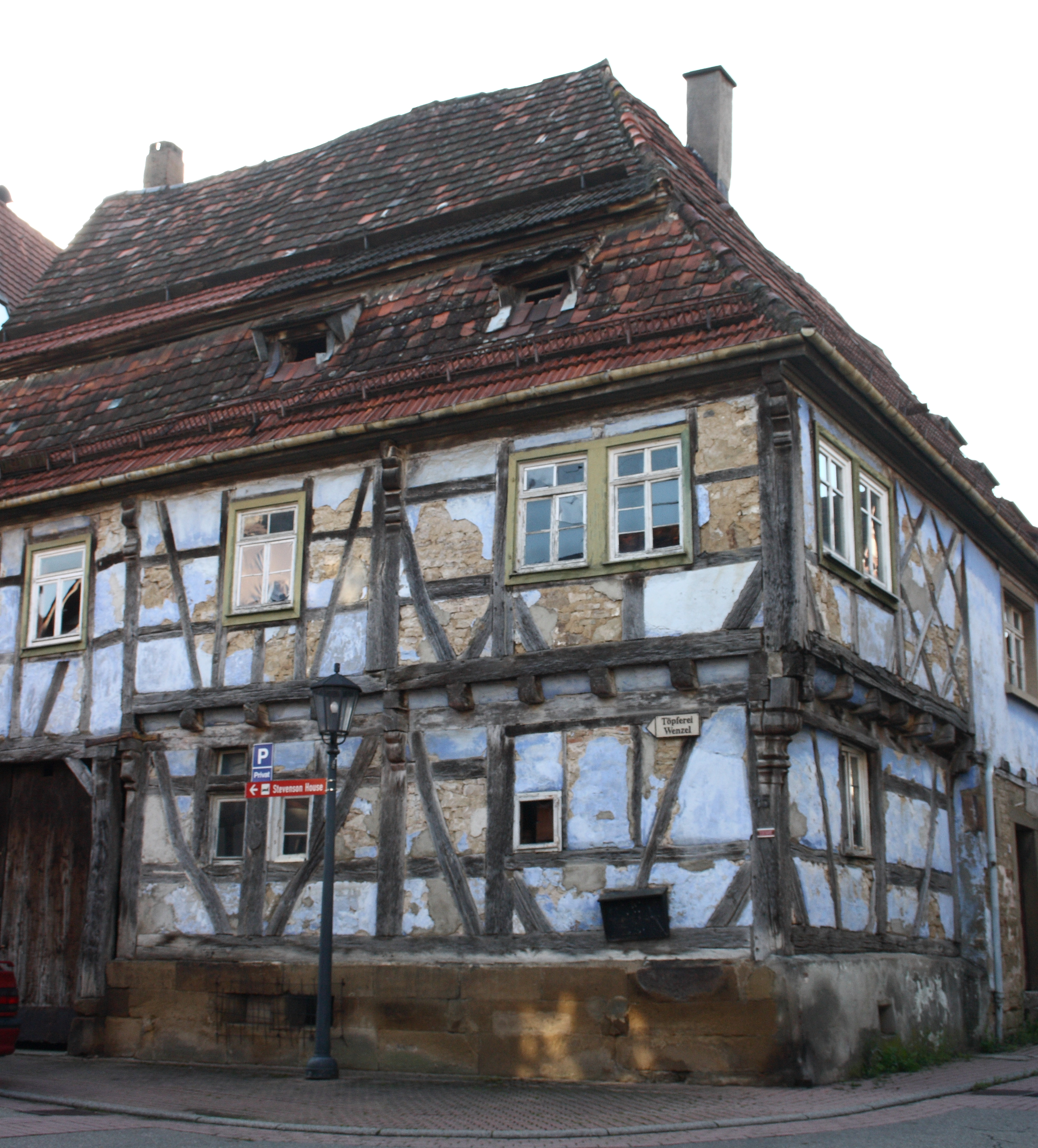
Fachwerkhaus Obere Gasse 15 in Oberderdingen (2011)

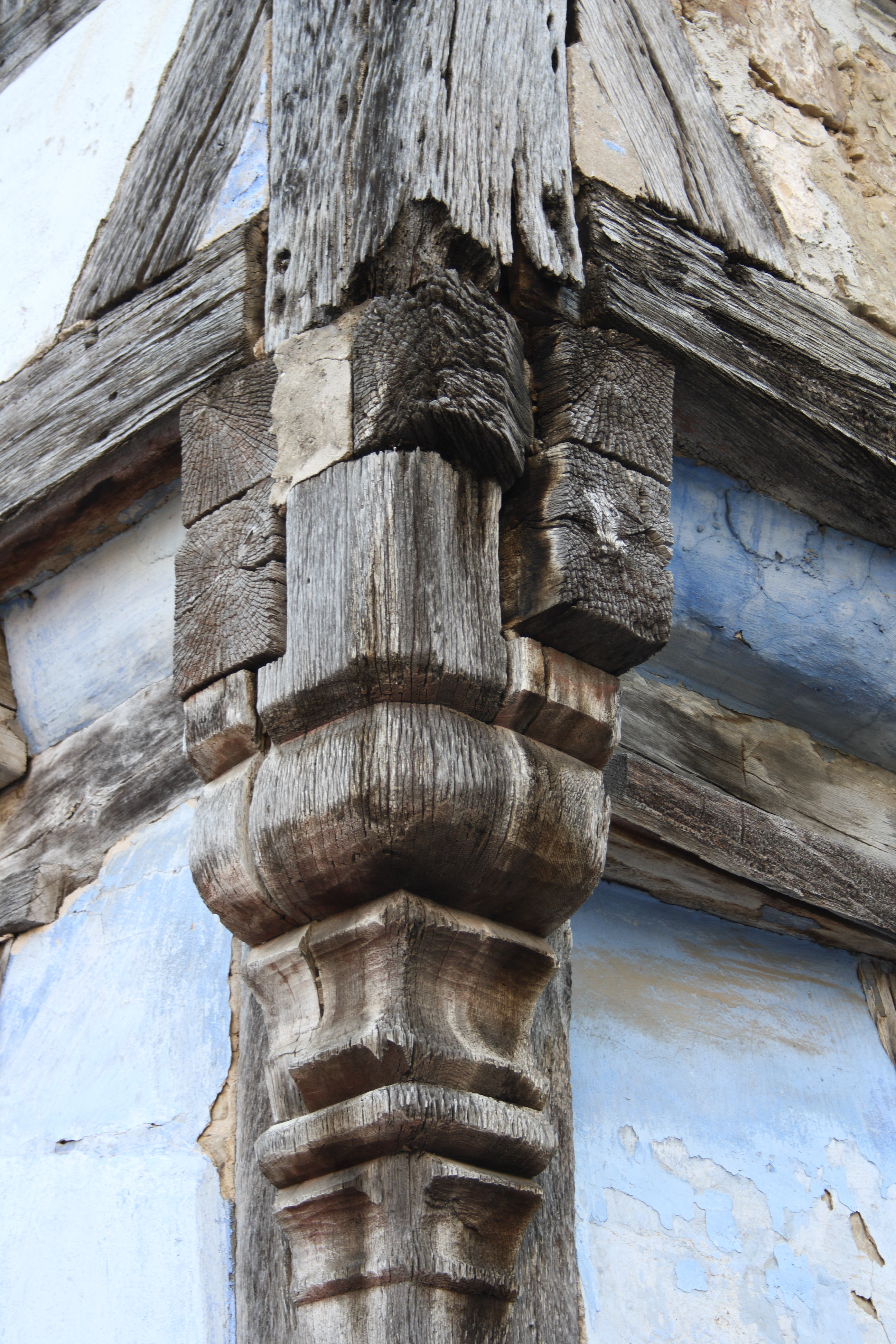
Eckständer mit Konsole und Wulsten

Das Gebäude Obere Gasse 15 ist ein Fachwerkhaus in Oberderdingen, einer Gemeinde im Landkreis Karlsruhe in Baden-Württemberg, das in der Mitte des 16. Jahrhunderts errichtet wurde. Das Gebäude ist ein geschütztes Baudenkmal.

## Beschreibung
Die ehemalige Hofanlage, mit dem Wohnhaus als Eckhaus zur Hinteren Gasse, steht zurzeit (2011) leer und besitzt verwaschene blau gestrichene Gefache, weshalb es auch Blaues Haus genannt wird. Der Winkelbau steht mit seinen Traufseiten an beiden Gassen. Die Durchfahrt zum Hof befindet sich an der Hinteren Gasse und der Hauseingang an der Oberen Gasse, wo sich auch die Scheune anschließt.
Das Fachwerkgefüge der zwei Fachwerkstöcke ist einfach gestaltet, nur mit dem Fränkischen Mann und einem Andreaskreuz über einer Raute als Zierform versehen. Bemerkenswert ist am unteren Eckständer die ausladende Konsole mit Wulsten, Kehlen und Leisten, die als Stütze für die überblattenden Wandrähme und die darüber liegenden Stich- und Gratstichbalken dient.